# Glastonbury
Koordinaten: 51° 9′ N, 2° 43′ W
Glastonbury ist eine Kleinstadt in Somerset (England) im Vereinigten Königreich. Sie hatte 2021 rund 8300 Einwohner und ist aufgrund der Ruinen der Glastonbury Abbey sowie der Mythen und Legenden um den nahegelegenen Hügel Glastonbury Tor bekannt. Deretwegen erhebt man den Anspruch, das sagenhafte Avalon zu sein. Bedeutend sind auch die von Arthur Bulleid (1862–1951) und Harold St George Gray (1872–1963) ausgegrabene eisenzeitliche Pfahlbausiedlung sowie das alljährliche Glastonbury Festival.

## Namensherkunft

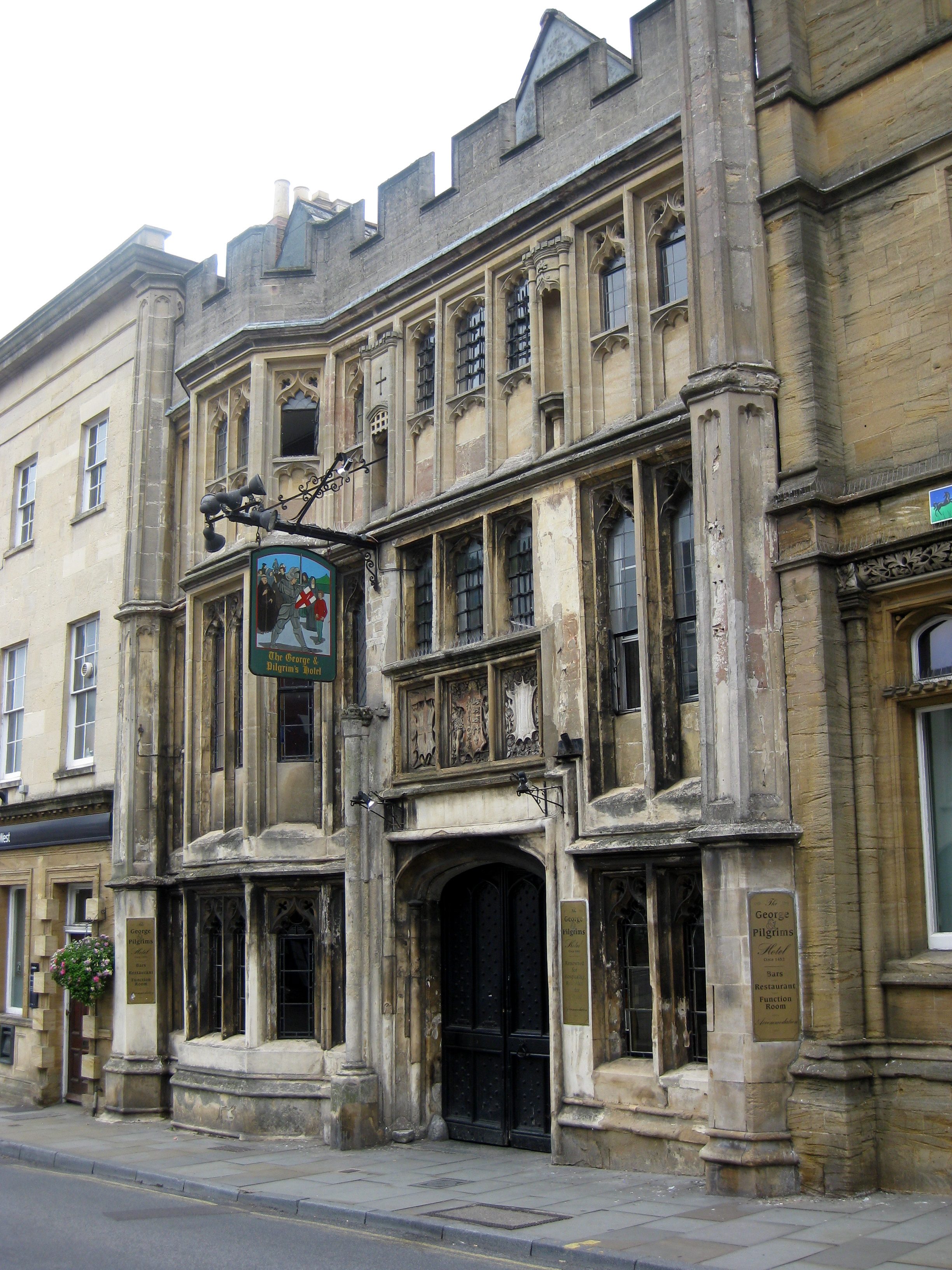
Das George and Pilgrims Inn, eines der ältesten Gebäude der Stadt

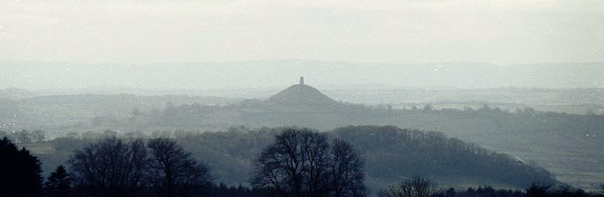
Glastonbury Tor

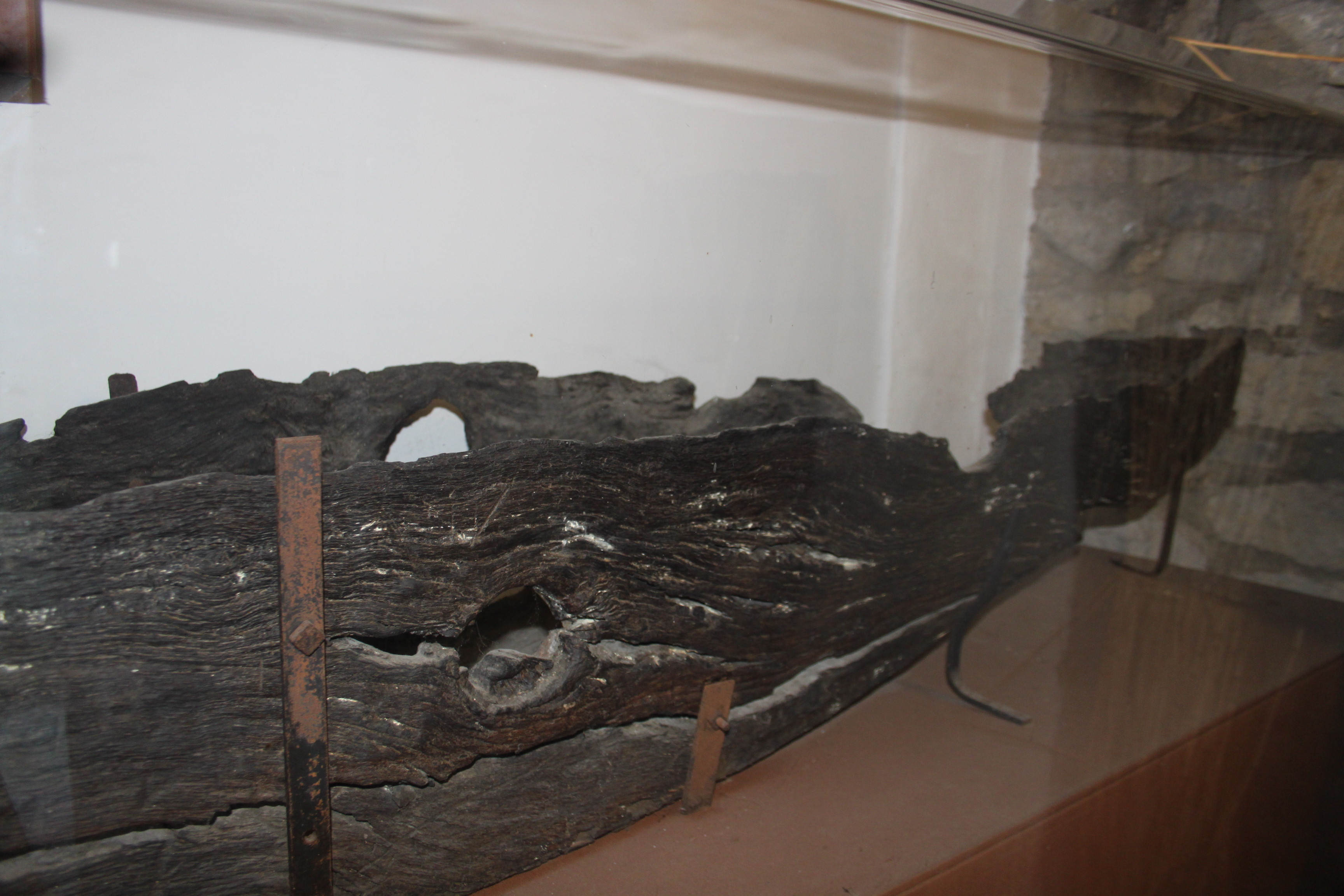
Einbaum von Glastonbury

Nach Wilhelm von Malmesbury (um 1080/1095–1143), der sich auf Überlieferungen des 12. Jahrhunderts stützt, geht der Name Glastonbury auf einen gewissen Glast zurück, einen Sohn von Cas und der jüngste von zwölf Brüdern. Er war der Schweinehirt des Königs von Hirnath und erreichte die Insel auf der Suche nach einem entlaufenen Schwein.

## Kultur
Auf einer Farm in der Nähe von Glastonbury findet alljährlich das Glastonbury Festival statt, ein Festival für Musik und darstellende Kunst, welches auch als britisches Woodstock-Festival beschrieben wird. Am 26. Juni 2004 gab Paul McCartney dort ein Konzert.

## Glastonbury in Musik, Literatur, Film, Serien und Videospiel
- Glastonbury ist indirekt in dem Gedicht And did those feet in ancient time von William Blake aus dem Vorwort zu seinem Werk Milton (1804) erwähnt. Das Gedicht ist heute mit der Musik von Hubert Parry (1916) als die Hymne „Jerusalem“ bekannt. Es ist vor der Nationalhymne und “Auld Lang Syne” der drittletzte Teil der Last Night of the Proms. Das Gedicht wurde inspiriert von der Legende, Jesus Christus habe als junger Mann, begleitet von Josef von Arimathäa, Glastonbury besucht und den Heiligen Gral dorthin gebracht. Die Legende geht zurück auf den Geschichtsschreiber Johannes Glastoniensis, der in der ersten Hälfte des 15. Jahrhunderts eine Chronik von Glastonbury (Antiquitates Glastoniensis) verfasste (siehe auch Artussage).
- In Glastonbury spielt der 1933 erschienene Roman A Glastonbury Romance von John Cowper Powys. Dieses eposartige Monumentalwerk entwirft ein Panorama des Lebens der Provinzbewohner in den 1920er Jahren, nimmt aber in vielfältiger Weise die Mythen um König Artus und den Gral auf.
- Glastonbury ist Handlungsort des Fantasy-Romans Im Anbruch der Finsternis der Reihe Weltendämmerung von Mark Chadbourn.
- Der Ort ist auch Schauplatz des Spielfilmes The Gathering (2002), der auf die Historie des Ortes und die damit verbundenen Legenden Bezug nimmt.
- Glastonbury kommt auch in dem 3D-Adventure-Spiel Baphomets Fluch: Der schlafende Drache vor. Im Spiel ist der Ort mit dem kegelförmigen Hügel „Glastonbury Tor“ eine der Hauptlocations. Dabei wird auch stark Bezug auf die Artussage genommen.
- Des Weiteren ist Glastonbury Schauplatz in der Hörspielserie „Don Harris“ und gleichzeitig Geburtsort des Hauptdarstellers.
- In der Science-Fiction Serie Stargate SG-1 spielen die ersten beiden Folgen der neunten Staffel „Avalon Teil 1 und 2“ in einer versteckten Kammer tief unter dem Glastonbury-Hügel, wo ein sagenumwobener Schatz verborgen sein soll.
- Von der Band The Waterboys gibt es den „Glastonbury Song“.
- Kostas Panagiotous Album Tor ist ein Konzeptalbum zu Erfahrungen, die er auf Wanderungen zwischen der Stadt und dem Glastonbury Tor machte.

## Esoterik
Glastonbury soll ein Schnittpunkt mehrerer Ley-Linien sein. Zudem soll König Artus dort begraben liegen.

## Persönlichkeiten

### Söhne und Töchter
- Edward Dyer (1543–1607), Dichter und Höfling
- Henry Fielding (1707–1754), Romanautor, Satiriker, Dramatiker, Journalist und Jurist
- Arthur Champion, Baron Champion (1897–1985), Politiker (Labour Party)
- John Baily (* 1943), Musikethnologe
- Nell Leyshon (* 1962), Dramatikerin und Autorin
- Laura Carlin (* 1980), Illustratorin und Keramikerin